# Sanyuan Xiang (socken i Kina)
Sanyuan Xiang (kinesiska: 三元乡) är en socken i Kina. Den ligger i provinsen Hunan, i den södra delen av landet, omkring 370 kilometer nordväst om provinshuvudstaden Changsha. Antalet invånare är 12426. Befolkningen består av 6 091 kvinnor och 6 335 män. Barn under 15 år utgör 22,0 %, vuxna 15-64 år 67 %, och äldre över 65 år 10,0 %.
Genomsnittlig årsnederbörd är 1 677 millimeter. Den regnigaste månaden är september, med i genomsnitt 284 mm nederbörd, och den torraste är december, med 18 mm nederbörd.